# One Show
One Show(The One Show)は、カンヌライオンズ、クリオ賞と並ぶ「三大広告賞」のひとつ。
広告クリエイターが審査し、広告クリエイターに与えられる賞として知られる。そのため、世界各地のクリエイターにとって最も憧れる賞ともいわれる。
主催するThe One Clubは、1975年に設立、ニューヨークに拠点を置く団体であり、広告関連の出版やセミナーなども行っている。
受賞者に贈られるトロフィーは鉛筆の形をしており、"ペンシル"と呼ばれる。